# Thomas Brimelow, Baron Brimelow
Thomas Brimelow, Baron Brimelow (n. 25 octombrie 1915 – d. 2 august 1995) a fosteste un om politic britanic, membru al Parlamentului European în perioada 1977-1978 din partea Regatului Unit.
1. 1 2  Thomas Brimelow, Baron Brimelow, The Peerage, accesat în 9 octombrie 2017
2. ↑  CONOR.SI[*] Verificați valoarea |titlelink= (ajutor)
3. 1 2  British Diplomatic Directory (1820-2005)